# بطاقة أس
بطاقة أس أو فيشة أس هي ورقة بيانات لملف الأشخاص المطلوبين في فرنسا. الحرف S هو اختصار لـsûreté de l'État أي «أمن الدولة». تُصدر 70 بالمائة من بطاقات أس من قبل المديرية العامة للأمن الداخلي (DGSI).
تنقسم بطاقة أس إلى مستويات مختلفة مُعلمة بأرقام، والتي تتراوح من «أس1» إلى«أس16». تتوافق هذه المستويات مع الإجراءات التي يجب أن يتخذها عضو الشرطة الذي يراقب هذا الشخص.
في عام 2015، أُدرج 850 مقاتلاً داعشيًا عائدًا من العراق أو سوريا، بما فيهم 140 كانوا يقيمون أو لا يزالون يقيمون في فرنسا، في بطاقية أس 14 في أكثر من 20000 بطاقة.

## روابط خارجية
- "Attentats du 13 novembre : qu'est-ce qu'une "fiche S" ?". لو موند (بالفرنسية). 17 نوفمبر 2015. Archived from the original on 2023-06-11. Retrieved 24/10/2020. {{استشهاد ويب}}: تحقق من التاريخ في: |تاريخ الوصول= (help).
- "À quoi sert une fiche S ?". موقع وزارة الداخلية الفرنسية (بالفرنسية). Archived from the original on 2023-06-11. Retrieved 24/10/2020. {{استشهاد ويب}}: تحقق من التاريخ في: |تاريخ الوصول= (help).
- "Qu'est-ce qu'un fiché S ?". le site Libertés et droits fondamentaux (بالفرنسية). Archived from the original on 11 يونيو 2023. Retrieved 24/10/2020. {{استشهاد ويب}}: تحقق من التاريخ في: |تاريخ الوصول= (help).